# Пресування

Пряме пресування

Зворотне пресування

Пресування (від лат. Presso — тисну) — процес обробки матеріалів тиском, який виконується з метою збільшення щільності, зміни форми, перерозподілу фаз матеріалу, для зміни механічних чи інших його властивостей.
Пресування являє собою процес видавлювання поміщеної в контейнер заготовки через отвір в матриці зусиллям прес-штемпеля (пуансона), забезпеченого прес-шайбою. У разі пресування порожнистих заготовок, в тому числі труб, оснащення доповнюється голкою, закріпленою або на пуансоні, або в голкотримачі, що має незалежний привод. Форма матриці визначає форму профілю отриманого виробу.
Як правило, для пресування застосовують преси високого тиску. Пресування використовують в різних галузях промисловості, а також в сільському господарстві.
Пресування слід відрізняти від кування і штампування.
Залежно від схеми докладання зусиль розрізняють такі види пресування:
- пряме пресування (напрямок руху матеріалу збігається з напрямом руху прес-шайби);
- зворотне пресування (матеріал пересувається назустріч руху матриці, яка виконує також функції прес-шайби).